# Curie (Raketentriebwerk)
Curie (benannt nach Marie und Pierre Curie) ist ein von dem Raumfahrtunternehmen Rocket Lab entwickeltes Raketentriebwerk, das in der dritten Stufe (Kickstufe) der Rakete Electron und in dem Raumfahrzeug Photon eingesetzt wird. Es verwendet einen ungiftigen monergolen Flüssigtreibstoff, ist wiederverwendbar und erzeugt eine Schubkraft von etwa 120 N. Wie das Rutherford-Triebwerk der ersten und zweiten Electron-Stufe ist es 3D-gedruckt.
In der Variante HyperCurie wird das Triebwerk bei der interplanetaren Version von Photon verwendet, die erstmals bei der Mondmission Capstone eingesetzt wurde. Mit dieser Mission wurde ein Kleinsatellit auf den Weg zum Mond gebracht.